# 大手前大学建築&芸術学部
大手前大学建築&芸術学部（おおてまえだいがくけんちく&げいじゅつがくぶ、英称：Faculty of Architecture & Arts）は、大手前大学に設置されている同大学の学部。

## 沿革
- 1966年 大手前大学の前身となる大手前女子大学が開学し、文学部に英文学科、哲学科の1学部2学科を設置
- 1971年 専攻科（美術専攻科美術専攻）を設置
- 1975年 哲学科を美学・美術史学科に改称（造形美術コースなど開設）
- 1992年 大手前アートセンター竣工
- 1999年 大学文学部の美学・美術史学科を美術学科に改称
- 2000年 学校法人大手前女子学園を学校法人大手前学園に、大手前女子大学を大手前大学に改称し、男女共学化。文学部を「人文科学部」に改称。社会文化学部を開設し、人間環境学科（建築コース）と社会情報学科の2学科設置
- 2005年 大学の人文科学部美術学科をメディア・芸術学科に改組。造形美術コースを基礎に、芸術コースにデザイン・造形美術専攻を設置のほか映画・演劇専攻など、またモンキー・パンチを教授に迎え、マンガ・アニメーションコース（のちマンガ制作専攻、映像アニメーション専攻）など開設
- 2007年 社会文化学部の学生募集停止。総合文化学部、現代社会学部、メディア・芸術学部に改組。人文科学部メディア・芸術学科はメディア・芸術学部メディア・芸術学科に改組し、人間環境学科のうち建築コースが同学科に合流
- 2012年 社会文化学部廃止
- 2021年 メディア・芸術学部/メディア・芸術学科を建築&芸術学部/建築&芸術学科に名称変更[1]

## 組織構成
建築&芸術学科
- 建築コース
  - 建築専攻
  - インテリアデザイン専攻
- 芸術コース
  - デザイン・造形美術専攻（副専攻：絵画・立体造形・染色工芸・デザイン）
  - マンガ制作専攻
  - 映像・アニメーション専攻
  - 映画・演劇専攻
- メディアコース
  - メディアコミュニケーション専攻

## 場所
校舎は、大手前アートセンター（兵庫県西宮市御茶家所町）。